# Реддітч Юнайтед
ФК «Реддітч Юнайтед» (англ. Redditch United Football Club) — англійський футбольний клуб з міста Редітч, заснований у 1870 році. Виступає в Національній лізі Півдня. Домашні матчі приймає на стадіоні «ТРІКО Стедіум», потужністю 5 000 глядачів.